# Sindicato Obrero Aragonés
El Sindicato Obrero Aragonés - Sendicato d'os Treballadors y Treballadoras d'Aragón (SOA-STA) es un sindicato aragonés de clase, de izquierdas, soberanista, integrado por la izquierda soberanista aragonesa, y organización fundadora del Bloque Independentista de Cuchas (BIC), una coalición que agrupa a diversas organizaciones independentistas de Aragón. 
Fundado en 1999, nace como escisión del Sindicato Aragonés (SIAR) al ser la rama más obrerista de esta organización. Desde su fundación se constituye como una organización de masas, basando su funcionamiento en el movimiento asambleario y teniendo como objetivo la liberación de la clase obrera aragonesa, tanto desde un punto de vista nacional como social, recogiendo en ese momento una tradición obrerista y aragonesista que había estado presente desde su creación al estar muy vinculado a organizaciones políticas como la Chunta Aragonesista.
Entre sus fundadores más conocidos figuran miembros fundadores de Chobenalla Aragonesista y afiliados de base de CHA que buscaban ofrecer un entorno sindical a la incipiente afiliación que se incorporaba al mercado de trabajo.
En 2007, por decisión de la Asambleya Nazional, el SOA-STA pasa de ser una organización sindical única, a federarse a la Intersindical de Aragón (IA) como fórmula de extensión del soberanismo en la clase obrera aragonesa. 
En 2011, en la II Asambleya Nazional, con el lema "Luitando por o nuestro esbenidero, construyindo pais", el SOA-STA pasa de nuevo a ser una organización sindical única, tras su traumática expulsión junto al CATA de la Intersindical de Aragón (IA) que les llevó a tener qua abandonar la sede común y constituirse como un bloque de acción directa. Fueron años de un grandísimo crecimiento para la organización que coincidieron con la aparición de la Plataforma "Que la Crisis la Paguen los Ricos" que englobó a la mayoría de organizaciones sindicales alternativas de Aragón. 
En la actualidad supera los 700 afiliados y afiliadas, siendo su máximo órgano decisorio la Asambleya Nacional y su órgano ejecutor es el Comité Nacional. 
Tras considerar que CHA había perdido su identidad aragonesista en sus últimos Congresos, el SOA-STA se ha ido distanciando de la cúpula dirigente de dicho partido, que no de sus bases, siendo tomada como referencia sindical por organizaciones políticas como Puyalón, Estau Aragonés (EA), Tierra Aragonesa (TA) y Cucha y País (corriente de la Chunta Aragonesista) dentro del ámbito independentista aragonés. A partir de su integración en 2007 en la Intersindical de Aragón, ha extendido su actividad sindical a los territorios del cinturón industrial de Zaragoza, Huesca, Valdejalón, Alto Gállego, Sobrarbe y Teruel.
En enero de 2009 se llevó a cabo la I Asambleya Nazional del SOA-STA en Zaragoza, donde se asentaron las bases para el fortalecimiento y desarrollo de las ponencias, tanto sociales como sindicales que pretendían hacer que el discurso de SOA se implantase en la totalidad de Aragón.
A finales de 2009, en asamblea extraordinaria de la Intersindical de Aragón (IA), se decide la expulsión tanto del SOA-STA como del sindicato libertario CATA, por entender el resto de los miembros que los criterios políticos y sindicales que abandera el SOA-STA no obedecen a la tradición de agrupación de sindicatos de empresa que encarna la IA. El SOA-STA, junto con CATA, defendían la independencia de cada organización sindical en el conjunto de la IA. En diciembre de 2009 el SOA-STA y CATA firmaron un acuerdo de colaboración mutua y de unidad de acción.